# San Michele Arcangelo (Anacapri)
San Michele Arcangelo (Crkva Svetog Mihaela Arkanđela) je rimokatolička crkva koja se nalazi u Anacapriju, otok Capri, Italija. Smješten na Piazzi San Nicola i sagrađen 1719., osmerokutnog je oblika i baroknog stila. Crkva je dobila oznaku "spomenik" zbog svog značajnog podnog mozaika od majolike.

## Vanjske poveznice
|  | Zajednički poslužitelj ima još gradiva o temi San Michele Arcangelo (Anacapri) |